# Lören
Lören är en sjö i Katrineholms kommun i Södermanland och ingår i Nyköpingsåns huvudavrinningsområde. Sjön är 5 meter djup, har en yta på 0,591 kvadratkilometer och befinner sig 51 meter över havet. Sjön avvattnas av vattendraget Åtorpsån.

## Delavrinningsområde
Lören ingår i det delavrinningsområde (655725-153056) som SMHI kallar för Utloppet av Lören. Medelhöjden är 76 meter över havet och ytan är 15,24 kvadratkilometer. Det finns inga avrinningsområden uppströms utan avrinningsområdet är högsta punkten. Åtorpsån som avvattnar avrinningsområdet har biflödesordning 4, vilket innebär att vattnet flödar genom totalt 4 vattendrag innan det når havet efter 87 kilometer. Avrinningsområdet består mestadels av skog (82 procent). Avrinningsområdet har 0,68 kvadratkilometer vattenytor vilket ger det en sjöprocent på 4,4 procent.